# Dead to the World
Dead to the World – wideo Marilyn Manson, dokumentujące tak samo nazwaną trasę promującą album Antichrist Superstar. Materiał został wydany przez Nothing Records na VHS 10 lutego 1998 roku.
Na kasecie, oprócz utworów grupy, znajdują się sceny przedstawiające zespół za kulisami, komentarze Mansona oraz nagrania, protestujących przeciwko koncertom, działaczy chrześcijańskich.

## Spis utworów
1. "Angel with the Scabbed Wings"
2. "Lunchbox"
3. "Kinderfeld"
4. "Sweet Dreams (Are Made of This)"
5. "Apple of Sodom"
6. "Antichrist Superstar"
7. "The Beautiful People"
8. "Irresponsible Hate Anthem"
9. "Rock N Roll Nigger"
10. "1996"

## Twórcy
- Marilyn Manson - wokal
- Twiggy Ramirez - gitara basowa
- Madonna Wayne Gacy - keyboard
- Ginger Fish - perkusja
- Zim Zum - gitara